# Saison 1 de The Expanse
Chronologie
Saison 2
Cet article présente la première saison de la série télévisée The Expanse.

## Synopsis de la saison
Le cargo Canterbury, un transport de glace jusqu'ici sans histoire, est attaqué et abattu par un vaisseau furtif inconnu. Dans le contexte de tensions explosives entre la Terre, Mars et la Ceinture, cet incident est l'étincelle qui met le feu aux poudres. Les survivants du cargo, menés par James Holden, se mettent en quête des responsables, tandis que sur Cérès, l'inspecteur Josephius « Joe » Miller est chargé de retrouver une jeune fille portée disparue. Il s'avère que les deux évènements ont les mêmes responsables et qu'ils sont liés à une découverte qui va changer l'histoire de l'Humanité : la proto-molécule.

## Distribution
- Thomas Jane (VF : Sébastien Hébrant)[1] : Josephus « Joe » Aloisus Miller
- Steven Strait (VF : Maxime Van Santfoort) : James « Jim » Holden
- Cas Anvar (VF : Steve Driesen) : Alex Kamal
- Dominique Tipper (VF : Mélissa Windal) : Naomi Nagata
- Wes Chatham (VF : Nicolas Matthys) : Amos Burton
- Paulo Costanzo (VF : Alexis Flamant) : Shed Garvey
- Florence Faivre (VF : Cathy Boquet) : Juliette « Julie » Andromeda Mao
- Shawn Doyle (VF : David Manet) : Sadavir Errinwright, sous-secrétaire général des Nations unies
- Shohreh Aghdashloo (VF : Francine Laffineuse) : Chrisjen Avasarala, sous-secrétaire générale adjointe des Nations unies

## Liste des épisodes
1. Dulcinea
2. Le Grand Vide
3. N'oubliez pas le Cant
4. Combat rapproché
5. Station Tycho
6. Révélations
7. Vers l'inconnu
8. Sauvetage
9. Masse critique
10. L'Éveil du Léviathan